# Півішне
Піві́шне (рос. Пивишное) — присілок у складі Мокроусовського округу Курганської області, Росія.
Населення — 94 особи (2010, 120 у 2002).
Національний склад станом на 2002 рік:
- росіяни — 92 %